# Liste von Söhnen und Töchtern der Stadt Omsk
Dies ist eine Liste bekannter Persönlichkeiten, die in der russischen Stadt Omsk geboren wurden.

## 19. Jahrhundert

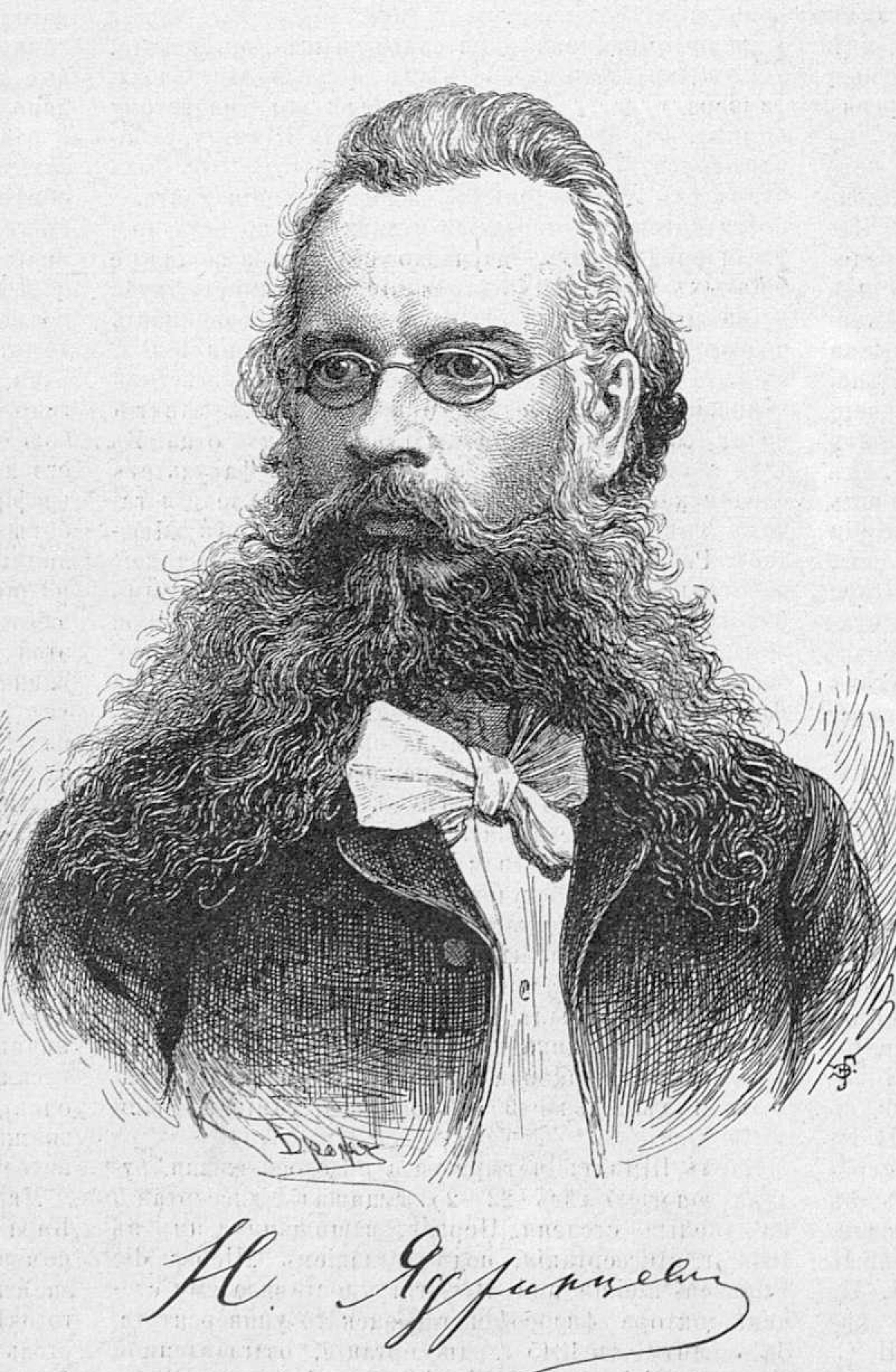
Nikolai Jadrinzew
(1842–1894)

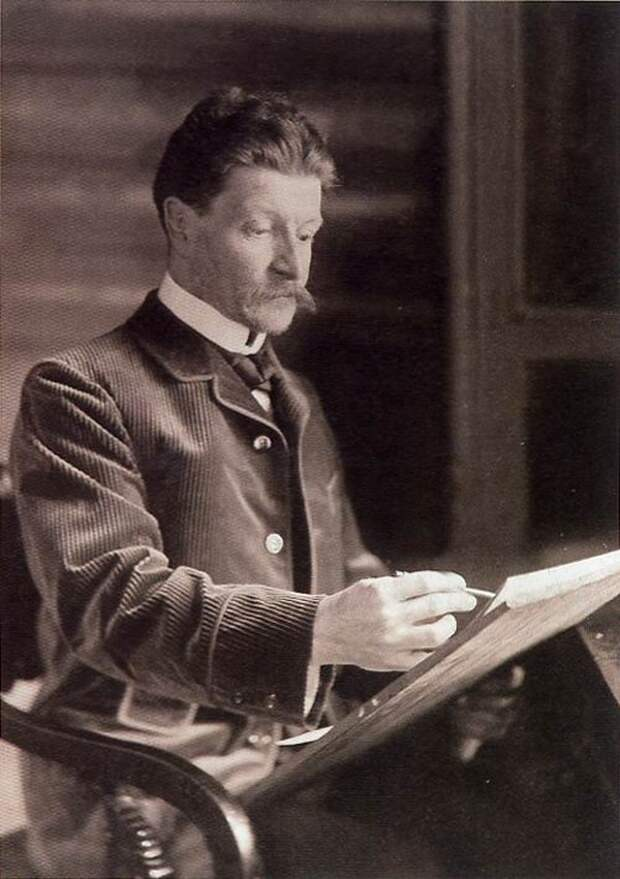
Michail Wrubel
(1856–1910)

- Nikolai Jadrinzew (1842–1894), Ethnograph, Archäologe und Schriftsteller
- Innokenti Annenski (1855–1909), Dichter, Literaturkritiker, Dramatiker und Übersetzer
- Michail Wrubel (1856–1910), Maler des Symbolismus
- Wacław Iwaszkiewicz-Rudoszański (1871–1922), General der Kaiserlich Russischen Armee und der Streitkräfte der Zweiten Polnischen Republik
- Dmitri Karbyschew (1880–1945), Offizier der Kaiserlich Russischen Armee, Generalleutnant der Roten Armee und Held der Sowjetunion
- Walerian Kuibyschew (1888–1935), Politiker
- Anatol Josepho (1894–1980), russisch-US-amerikanischer Erfinder

## 20. Jahrhundert

### 1901–1950

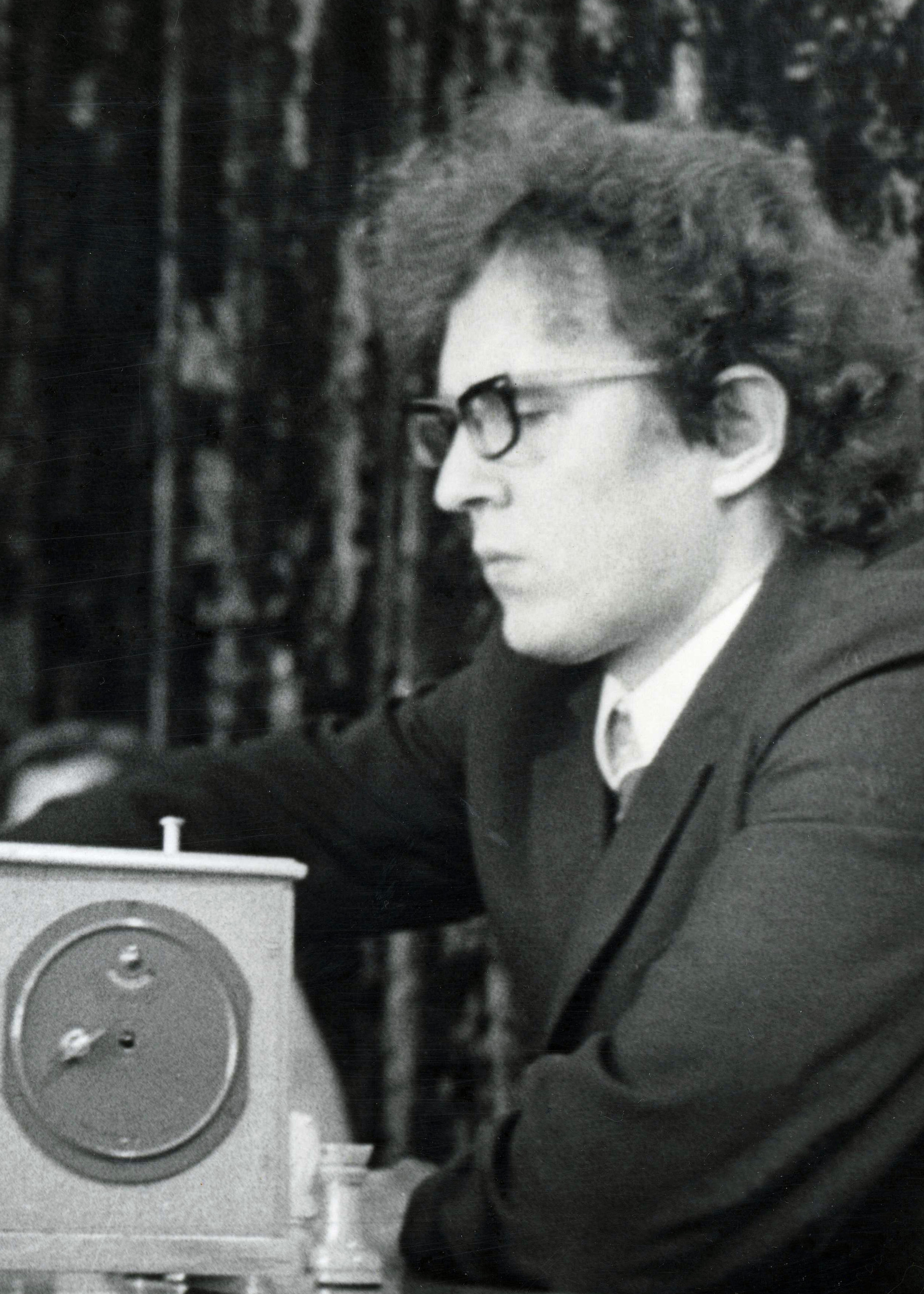
Witali Zeschkowski
(1944–2011)

- Wissarion Schebalin (1902–1963), Komponist
- Georgi Boreskow (1907–1984), Chemiker
- Wissarion Sadowski (1908–1991), Metallkundler und Hochschullehrer
- Wiktor Kotschedamow (1912–1971), Architekt, Historiker und Hochschullehrer
- Anatoli Ufimzew (1914–2000), Schachspieler
- Walentina Talysina (1935–2025), Schauspielerin
- Juri Titow (* 1935), Kunstturner und Olympiasieger (1956)
- Wladimir Lukin (* 1937), Politiker
- Wladislaw Dworschezki (1939–1978), Schauspieler
- Wiktor Igumenow (* 1943), Ringer
- Witali Zeschkowski (1944–2011), Schachgroßmeister
- Wiktor Blinow (1945–1968), Eishockeyspieler
- Juri Schatalow (1945–2018), Eishockeyspieler
- Wiktor Baschenow (* 1946), Säbelfechter
- Alexander Kertschenko (* 1946), Eisschnellläufer
- Wiktor Pogodin (1948–2005), Maler und Bildhauer
- Jewsei Zeitlin (* 1948), Literaturwissenschaftler und Schriftsteller
- Ljubow Polischtschuk (1949–2006), Schauspielerin
- Wera Krasnowa (* 1950), Eisschnellläuferin
- Ilja Traber (* 1950), Unternehmer und Antiquitätenhändler

### 1951–1970

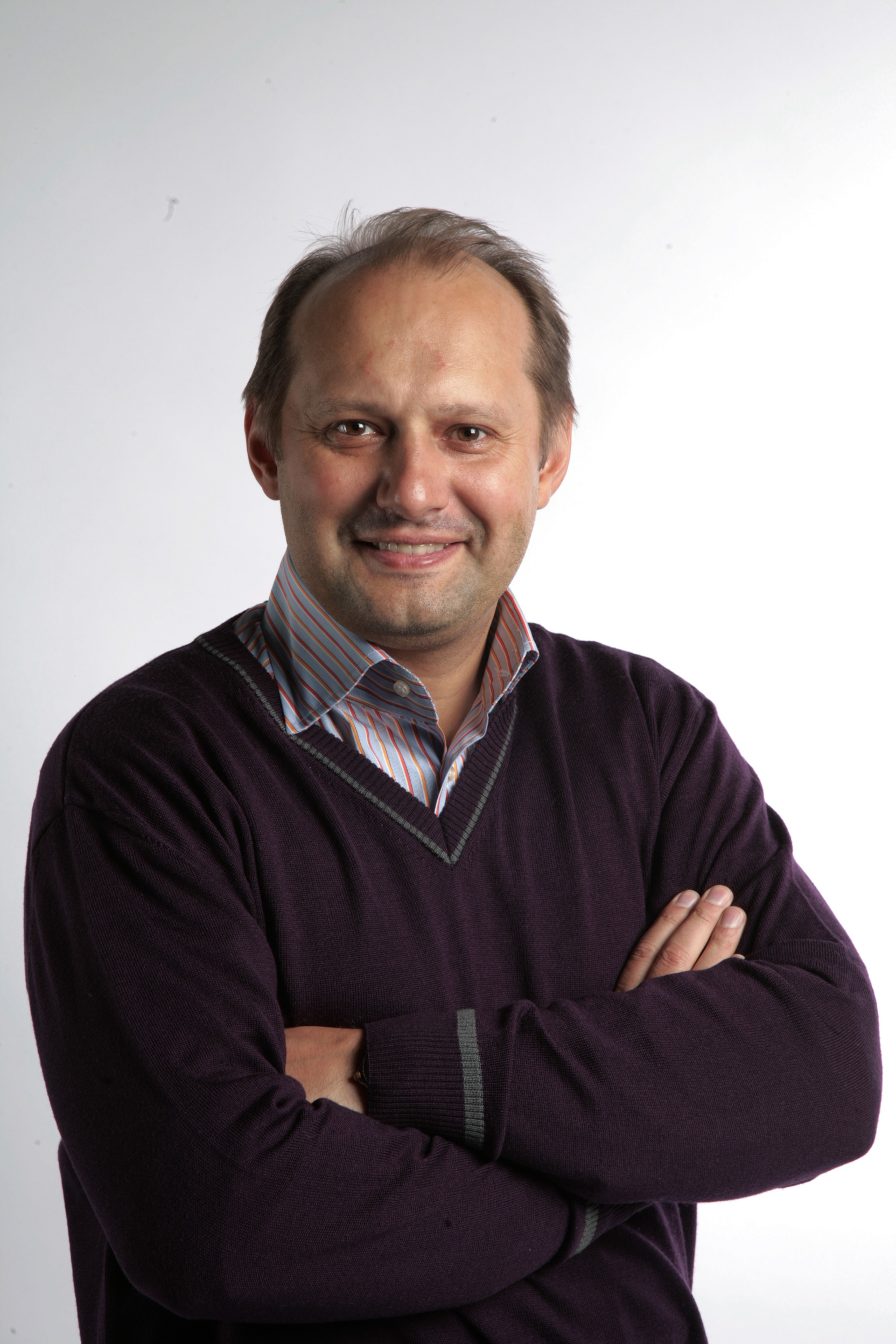
Andrei Antropow
(* 1967)

- Wladimir Jumin (1951–2016), Ringer, Olympiasieger 1976 und vierfacher Weltmeister
- Eduard Rapp (* 1951), sowjetischer Bahnradsportler und zweifacher Weltmeister russlanddeutscher Herkunft
- Vilis Krištopans (* 1954), lettischer Politiker
- Tamāra Vilerte (* 1954), lettische Schachspielerin und -trainerin
- Anatoli Antonow (* 1955), Politiker und Diplomat
- Aleksandrs Muzičenko (* 1955), Segler
- Alexander Ivanov (* 1956), US-amerikanischer Schachspieler und -trainer russischer Herkunft
- Marina Basanowa (1962–2020), Handballspielerin und -trainerin
- Leonid Massunow (* 1962), ukrainischer Mittelstreckenläufer
- Andrei Alexejewitsch Nikitenko (* 1963), Unternehmer
- Waleri Babanow (* 1964), Bergsteiger
- Andrei Bobrow (* 1964), Eisschnellläufer
- Oleksandr Wolkow (* 1964), Basketballspieler und Politiker
- Jegor Letow (1964–2008), Rocksänger
- Alexander Wolkow (* 1964), Basketballspieler
- Andrei Antropow (* 1967), Badmintonspieler
- Oleg Malzew (* 1967), Judoka
- Eteri Gvazava (* 1969), Sopranistin
- Abdul-Wached Nijasow (* 1969), Präsident des Islamischen Kulturzentrums Russlands
- Juri Panow (* 1970), Eishockeyspieler

### 1971–1980

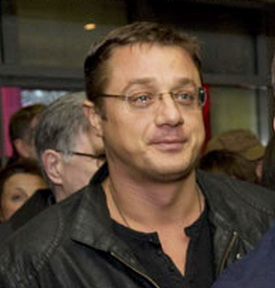
Alexei Makarow
(* 1972)

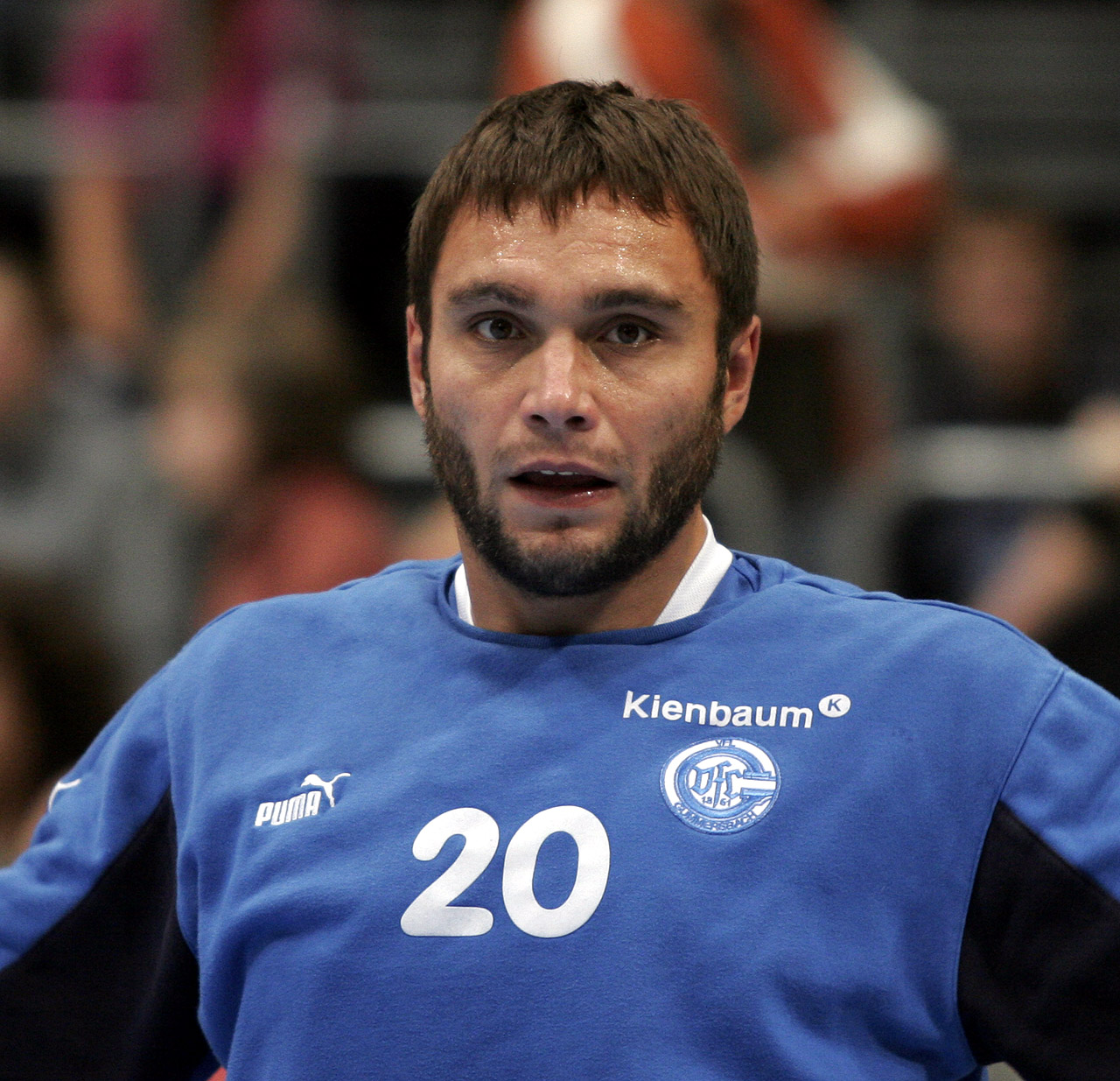
Oleg Kuleschow
(* 1974)

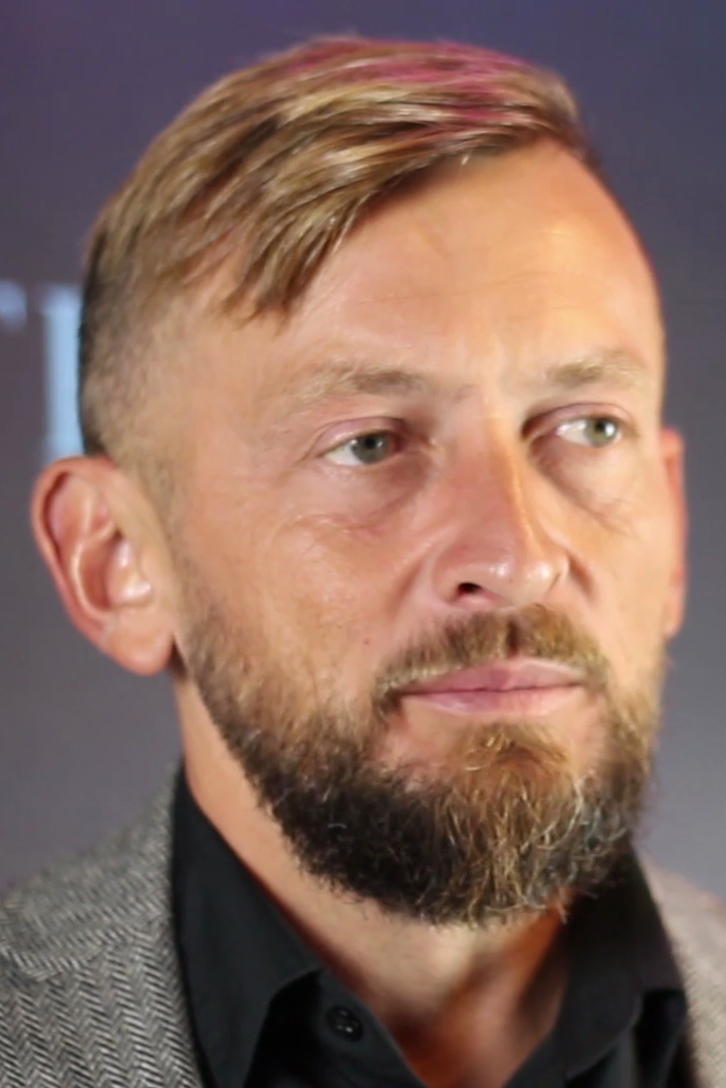
Dmitry Bogomolov
(* 1976)

- Konstantin Landa (1972–2022), Schachgroßmeister
- Alexei Makarow (* 1972), Schauspieler
- Kirill Petrenko (* 1972), Dirigent
- Olessja Fedossejewa (* 1973), Biathletin
- Julija Kossenkowa (* 1973), Mittelstreckenläuferin
- Dmitrijus Bernatavičius (* 1974), russisch-litauischer Eishockeyspieler
- Natalija Gudkowa (* 1974), Leichtathletin, Goldmedaillengewinnerin bei den Sommer-Paralympics 2000 im Speerwurf
- Andrei Kornejew (1974–2014), Schwimmer
- Oleg Kuleschow (* 1974), Handballspieler und -trainer
- Dmitri Lykin (* 1974), Sportschütze
- Tatjana Tischtschenko (* 1975), Kanutin
- Dmitry Bogomolov (* 1976), Film- und Fernsehschauspieler in Portugal
- Wolha Nasarawa (* 1977), russisch-belarussische Biathletin
- Anastasija Reiberger (* 1977), deutsche Stabhochspringerin russischer Herkunft
- Ludmilla Radchenko (* 1978), Schauspielerin und Modell
- Dennis Siver (* 1979), deutscher Mixed-Martial-Arts-Kämpfer russlanddeutscher Herkunft
- Margarita Breitkreiz (* 1980), deutsche Schauspielerin russlanddeutscher Herkunft
- Alexander Sasonow (* 1980), Eishockeyspieler
- Roman Sludnow (* 1980), Schwimmer
- Eduard Trojanowski (* 1980), Boxer im Halbweltergewicht und Weltmeister der IBF

### 1981–1990
- Jelena Dreiden (* 1981), Schauspielerin
- Julija Melnikowa (* 1981), Schauspielerin
- Nina Jewtejewa (* 1982), Shorttrackerin
- Dmitri Kowaljow (* 1982), Handballspieler

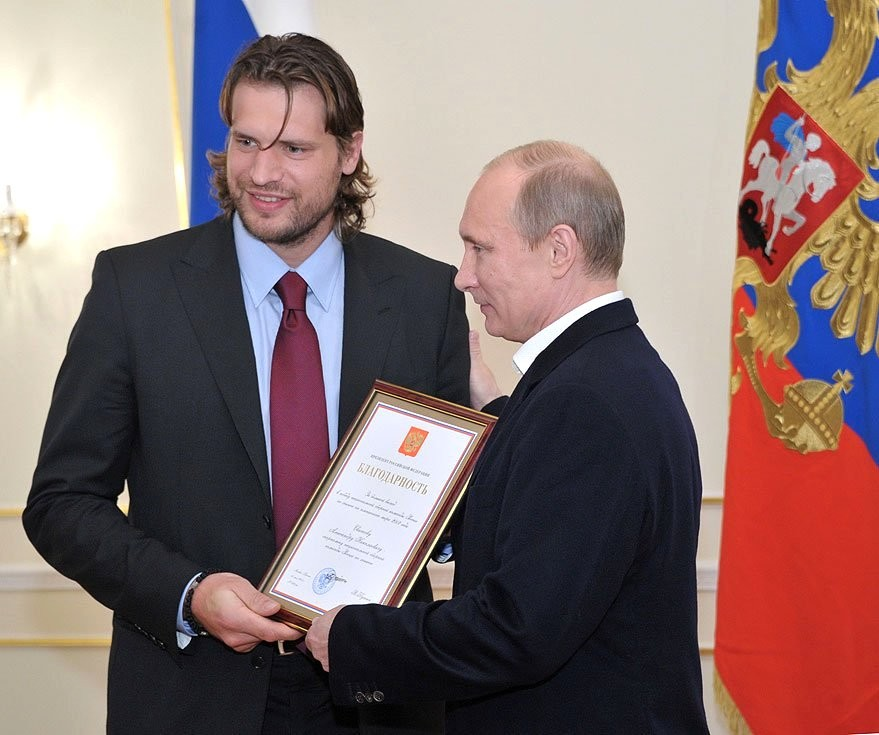
Alexander Switow
(* 1982)

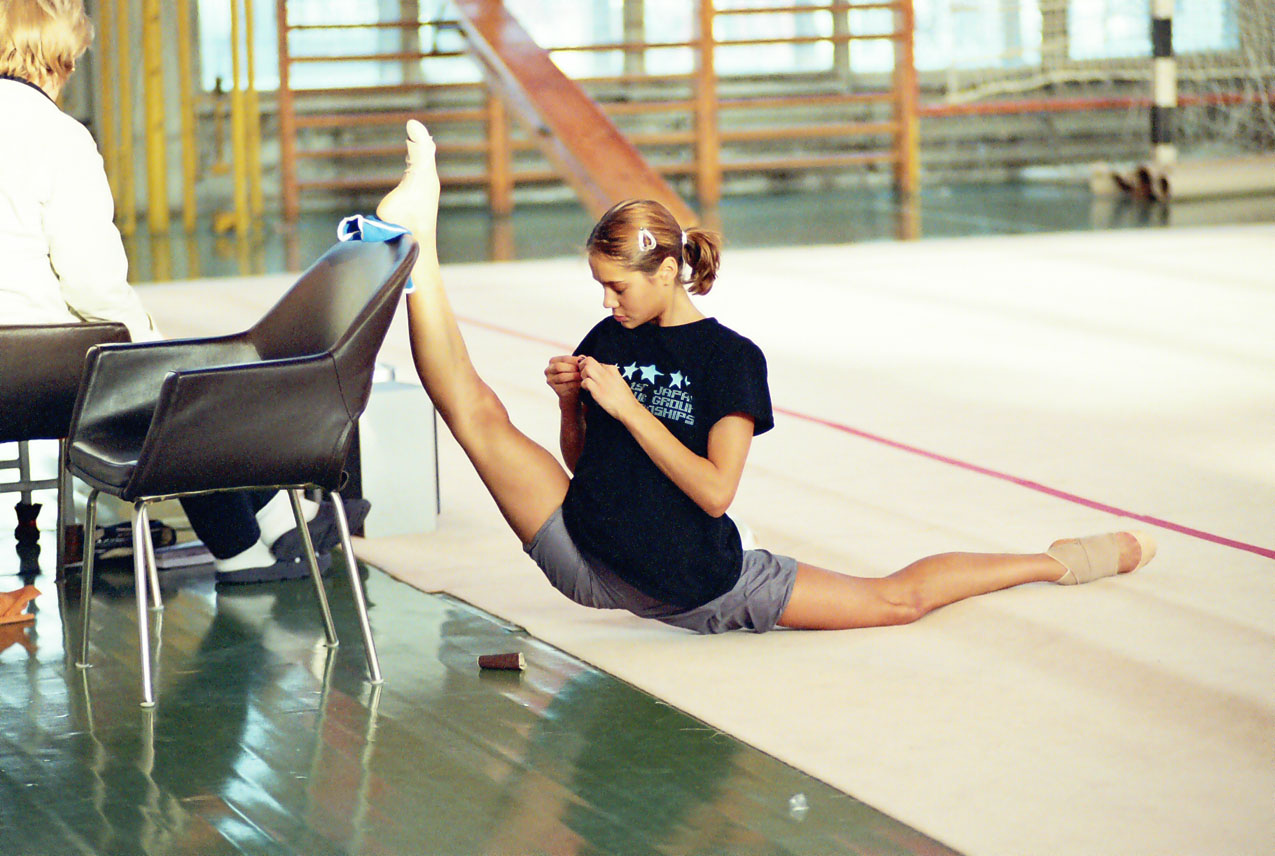
Irina Tschaschtschina
(* 1982)

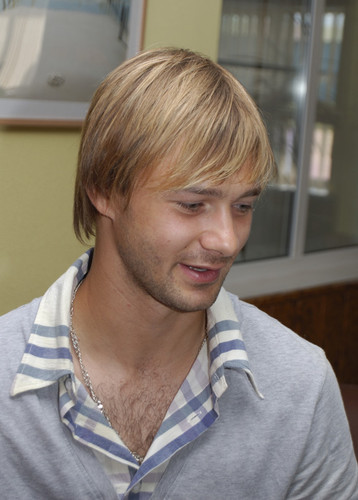
Dmitri Sytschow
(* 1983)

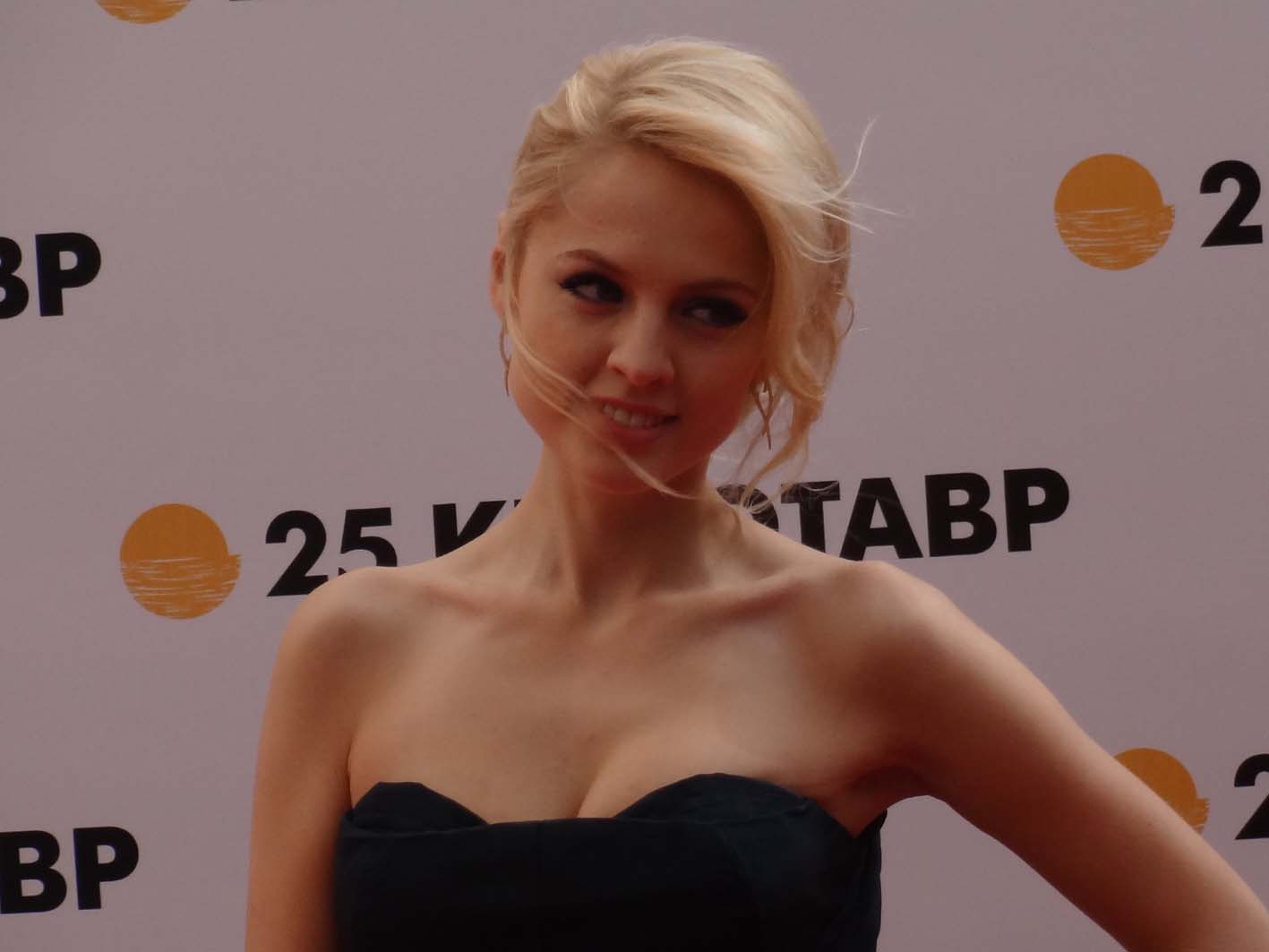
Janina Studilina
(* 1985)

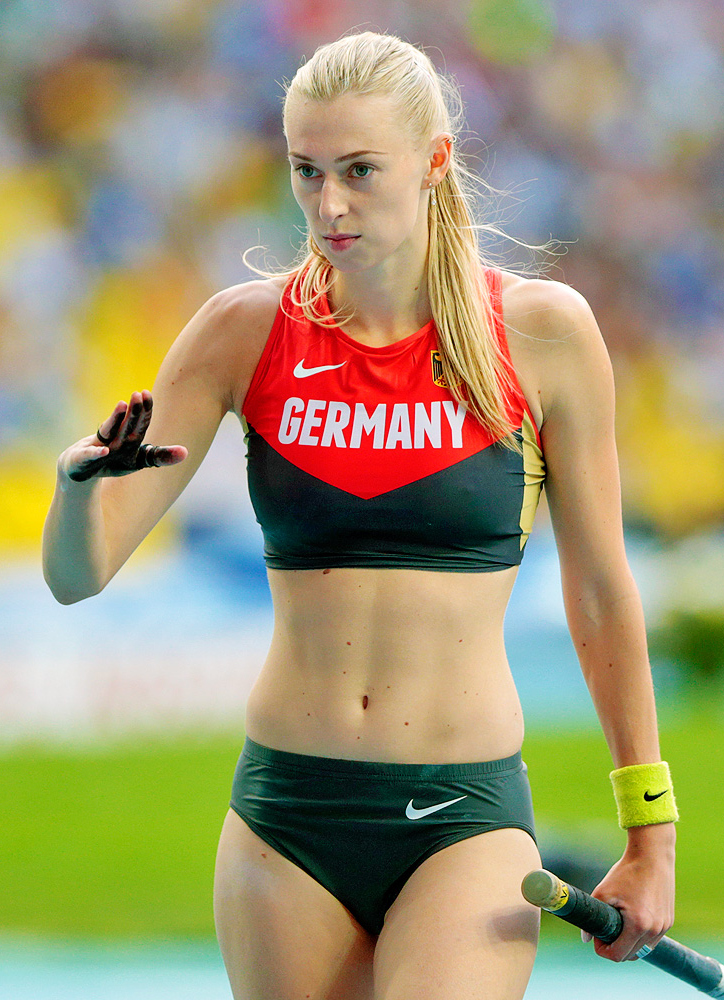
Lisa Ryzih
(* 1988)

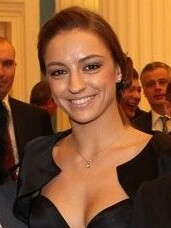
Jewgenija Kanajewa
(* 1990)

- Olga Petersen (* 1982), deutsche Politikerin (AfD) russlanddeutscher Herkunft
- Alexander Switow (* 1982), Eishockeyspieler
- Irina Tschaschtschina (* 1982), Rhythmische Sportgymnastin
- Olga Graf (* 1983), russische Eisschnellläuferin russlanddeutscher Herkunft
- Denis Kuljasch (* 1983), Eishockeyspieler
- Walentina Sawtschenkowa (* 1983), Fußballspielerin
- Dmitri Sytschow (* 1983), Fußballspieler
- Andrei Taratuchin (* 1983), Eishockeyspieler
- Tatjana Borodulina (* 1984), Shorttrackerin
- Jelena Iwaschtschenko (1984–2013), Judoka
- Sergei Pajor (* 1984), Eishockeyspieler
- Sergei Prankewitsch (* 1984), Shorttracker
- Alexei Tischtschenko (* 1984), Boxer
- Nastassja Jazewitsch (* 1985), belarussische Geherin
- Janina Studilina (* 1985), Film- und Theaterschauspielerin, Fernsehmoderatorin und Model
- Jewgeni Dubrowin (* 1986), Eishockeyspieler
- Nikita Nikitin (* 1986), Eishockeyspieler
- Wladimir Perwuschin (* 1986), Eishockeyspieler
- Arkadi Sergejew (* 1986), Eistänzer
- Pjotr Ignatenko (* 1987), Straßenradrennfahrer
- Olga Müller (* 1987), deutsche Regisseurin und Drehbuchautorin
- Olga Schkabarnja (* 1987), Schauspielerin
- Andrei Woronzewitsch (* 1987), Basketballspieler
- Marija Demidowa (1988–2013), Biathletin
- Wladimir Djadjun (* 1988), Fußballspieler
- Michail Gratschow (* 1988), Automobilrennfahrer
- Tatjana Maier-Keil (* 1988), deutsche Politikerin (CDU)
- Alexei Iwanow (* 1988), kasachisch-russischer Eishockeytorwart
- Lisa Ryzih (* 1988), deutsche Stabhochspringerin russischer Herkunft
- Jegor Awerin (* 1989), Eishockeyspieler
- Natalia Witmer (* 1989), deutsche Schauspielerin
- Jana Beller (* 1990), deutsches Modell und Unternehmerin
- Willi Gerk (* 1990), deutscher Schauspieler
- Jewgenija Kanajewa (* 1990), Rhythmische Sportgymnastin, Olympiasiegerin 2008 und 2012
- Jewgeni Orlow (* 1990), Eishockeyspieler
- Theo Vogelsang (* 1990), deutscher Fußballspieler

### 1991–2000
- Stanislaw Kalaschnikow (* 1991), Eishockeyspieler
- Sergei Kalinin (* 1991), Eishockeyspieler
- Dmitri Malzew (* 1991), Eishockeyspieler
- Nikita Piwzakin (* 1991), Eishockeyspieler
- Eduard Reiswich (* 1991), Eishockeyspieler
- Roman Berdnikow (* 1992), Eishockeyspieler
- Timur Machambetow (* 1992), Biathlet
- Semjon Scherebzow (* 1992), Eishockeyspieler
- Alexander Hahn (* 1993), deutscher Fußballspieler
- Dmitrij Jaškin (* 1993), russisch-tschechischer Eishockeyspieler
- Evgenia Lichtner (* 1993), deutsche Schauspielerin
- Jewgeni Moser (* 1993), Eishockeyspieler
- Michail Oparin (* 1993), Fußballspieler
- Artem Klein (* 1994), Eishockeyspieler
- Ilja Michejew (* 1994), Eishockeyspieler
- Maxim Ossipenko (* 1994), Fußballspieler
- Xenija Dudkina (* 1995), Rhythmische Sportgymnastin und Olympiasiegerin 2012
- Vladislav Filin (* 1995), deutscher Eishockeyspieler
- Denis Kostin (* 1995), Eishockeytorwart
- Witalina Bazaraschkina (* 1996), Sportschützin
- Keyyo (* 1997), schwedische Fernsehmoderatorin
- Andrei Mostowoi (* 1997), Fußballspieler
- Dmitri Schukenow (* 1997), Eishockeyspieler
- Wladislaw Artemjew (* 1998), Schachspieler
- Wera Birjukowa (* 1998), Rhythmische Sportgymnastin und Olympiasiegerin 2016
- Pawel Sitnikow (* 1998), Shorttracker
- Martin Maljutin (* 1999), Schwimmer
- Anastassija Schewtschenko (* 1999), Biathletin
- Sofja Skomoroch (* 1999), Rhythmische Sportgymnastin

## 21. Jahrhundert
- Marija Tailakowa (* 2001), Tischtennisspielerin